# Баженово (Абайская область)
Баженово (каз. Баженово) — село в Жанасемейском районе Абайской области Казахстана. Входит в состав Новобаженовского сельского округа. Код КАТО — 632853200.

## Население
В 1999 году население села составляло 333 человека (171 мужчина и 162 женщины). По данным переписи 2009 года, в селе проживал 321 человек (160 мужчин и 161 женщина).